# El comité de la muerte
El comité de la muerte (en inglés The Death Committee) es una novela del escritor estadounidense Noah Gordon, escrito en 1969.

## Argumento
El comité de la muerte es un tribunal médico del Hospital General de Suffolk que se reúne todas las semanas para analizar las muertes ocurridas en el centro sanitario y evaluar posibles mejoras en la actuación. El enfrentamiento del director con cuatro jóvenes médicos (Adam Silverstone, Spurgeon Robinson, Harland Longwood y Rafael Meomartino) articulan una trama en la que el futuro profesional de los recién licenciados está en juego.
- Datos: Q5414143